# Региональные линии Белорусской железной дороги
Региональные линии (бел. Рэгіянальныя лініі) — система регионального железнодорожного транспорта в Беларуси. В зависимости от скорости движения и количества остановок подразделяется на бизнес и экономклассы.

## История
В 2010 году Белорусская железная дорога анонсировала идею создания нового формата железнодорожных перевозок, которые подразделялись бы на городские, региональные (бизнес и экономклассы), межрегиональные (бизнес и зкономклассы), и международные линии. С 2010 года действуют Городские линии. Первый состав региональных линий бизнес-класса отправился в 12:43 по белорусскому времени 19 ноября 2011 года из Бреста. С 1 мая 2012 года действуют Региональные линии экономкласса. Кроме того в 2014 году назначены межрегиональные линии бизнес-класса, которые соединили безостановочными рейсами Минск с Витебском (703/704), Гомелем (707/708, 709/710) и Брестом (701/702). Время в пути не превышает 3,5 часов. На очереди Гродно и Могилёв.

## Региональные линии бизнес-класса[1]
| Маршрут                               | Номер                              |
| ------------------------------------- | ---------------------------------- |
| Минск-Пассажирский — Мозырь           | 873/874, 875/876                   |
| Минск-Пассажирский — Орша-Центральная | 861/862, 863/864, 865/866, 867/868 |
| Минск-Пассажирский — Пинск            | 859/860                            |
| Минск-Пассажирский — Полоцк           | 869/870                            |
| Могилёв I — Солигорск                 | 879/880                            |

## Региональные линии экономкласса

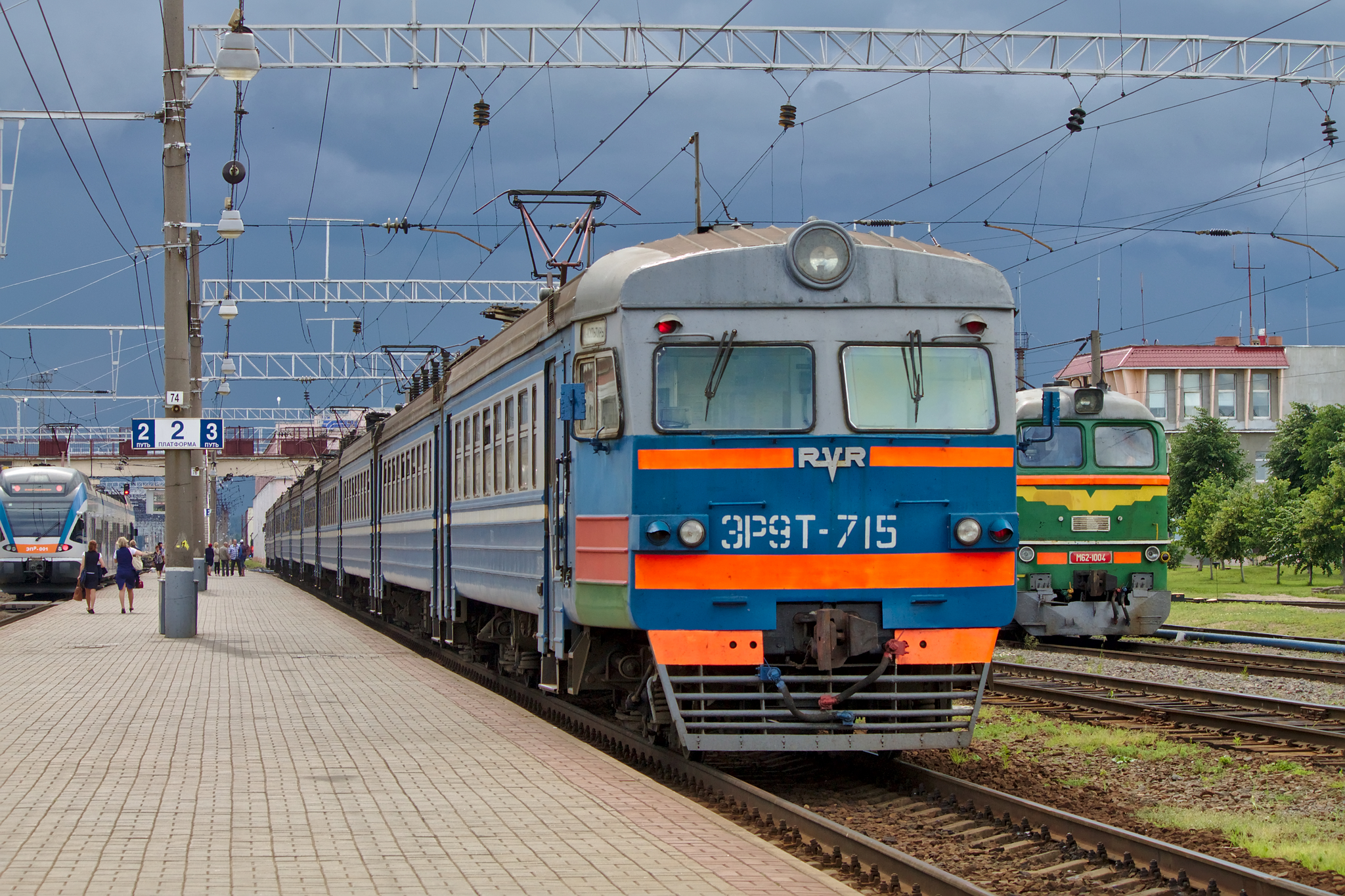
Электропоезд ЭР9 — основной подвижной состав линий экономкласса

С 3 ноября 2012 года, в связи со введением на Белорусской ЖД нового формата, всем бывшим пригородным маршрутам, присвоен статус поезда региональных линий экономкласса, ускоренным поездам дана приставка бизнес-класса, международные поезда стали объявляться как поезда международных линий.

## Подвижной состав

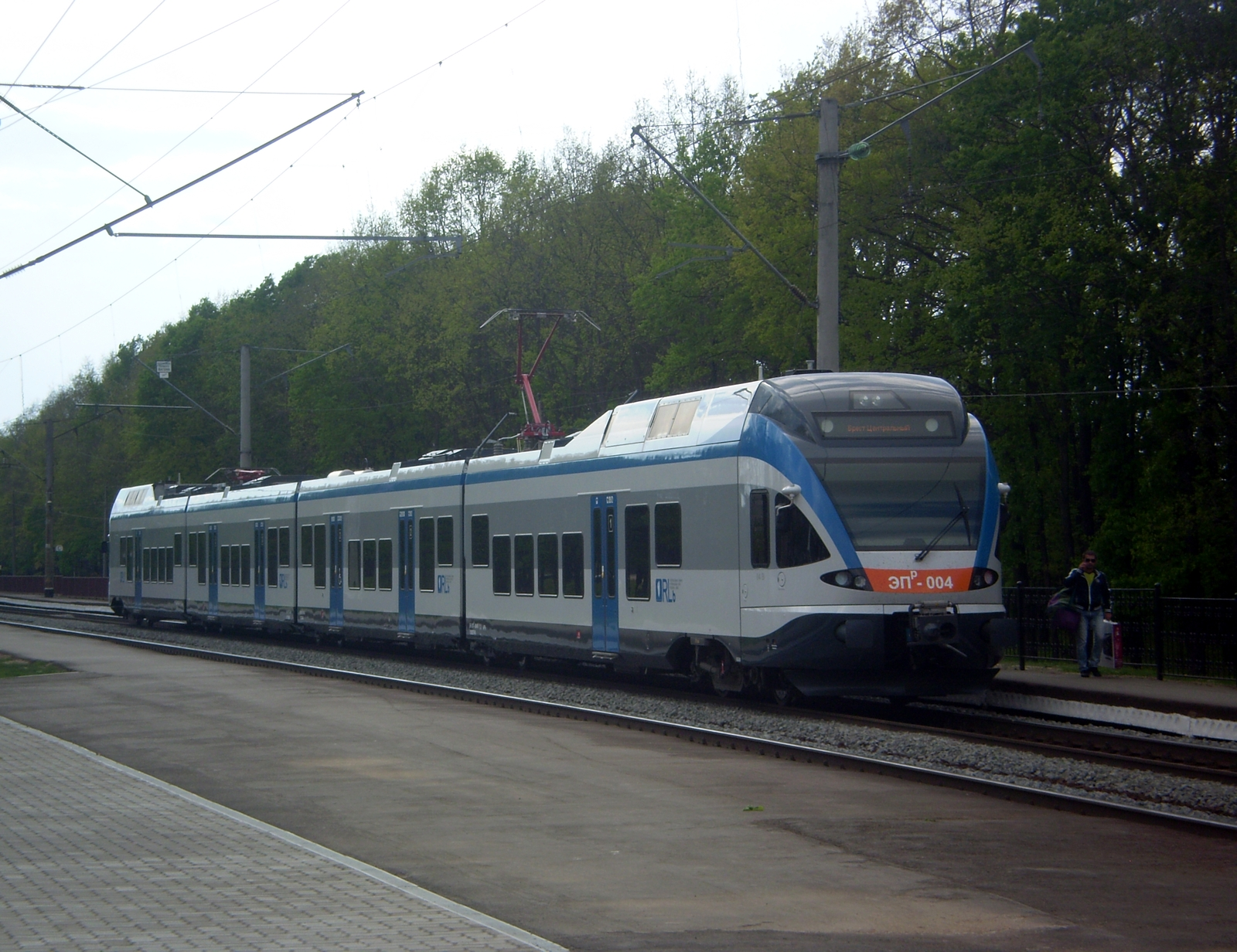
Поезд региональных линий бизнес-класса ЭП^{р} на остановочном пункте Береза-Город (линия Брест — Барановичи).

С 2011 года для региональных линий бизнес-класса Белорусской железной дорогой закуплено 4 четырёхвагонных и 6 пятивагонных электропоездов ЭПр (из семейства Stadler FLIRT) производства швейцарской компании Stadler Rail. Для эксплуатации на неэлектрифицированных линиях в 2012—2013 годах закуплено 6 автомотрис ДП1 (620M) совместного производства польской холдинговой компании PESA Bydgoszcz SA и ОАО "Управляющая компания холдинга «Белкоммунмаш». Мотрисы ДП1 используются на маршрутах региональных линий экономкласса (Калинковичи — Хойники, Калинковичи — Словечно, Минск — Национальный аэропорт, Могилёв — Кричев) и бизнес-класса (Орша — Погодино). Всего до 2015 года предусмотрено приобретение 20 дизель-поездов ДП1. Кроме того, один из трёх построенных для межрегиональных линий дизель-поездов ДП3 (730M) с 7 ноября 2014 года по апрель 2015 года использовался на региональном маршруте экономкласса Минск — Национальный аэропорт.

## Маршруты
Шаблон:Могилёв - Солигорск.